# (100083) 1992 SA13
(100083) 1992 SA13 es un asteroide perteneciente al cinturón de asteroides, descubierto el 30 de septiembre de 1992 por Kin Endate y el también astrónomo Kazuro Watanabe desde el Observatorio de Kitami, Hokkaidō, Japón.